# Свонгард
Стадіон «Свонгард» (англ. Swangard Stadium) — багатофункціональний стадіон у Центральному парку в Бернабі, Британська Колумбія. В основному використовується для футболу, регбі, канадського футболу та легкої атлетики. Є домашньою ареною для спортивних клубів Університету Саймона Фрейзера. Також на стадіоні грала команда «Ванкувер Вайткепс» до 2010 року, в той час коли вони грали у Канадській футбольній лізі (CSL), а потім у другому дивізіоні США. Стадіон було відкрито 26 квітня 1969 року і має потужність 5288 глядачів.

## Історія
У 1969 році спортивний журналіст видання Ванкувер Сан Ервін Свонгард зібрав майже 1 мільйон доларів на будівництво спортивного стадіону в Центральному парку в Бернабі, Британська Колумбія . Прем'єр Британської Колумбії Вільям Беннетт оголосив офіційну назву стадіону, «Свонгард», на його відкритті 26 квітня 1969 року. Сам Свонгард не був присутній на відкритті.
Місто Ванкувер вирішив створити свою професійну футбольну команду в 1986 році, яка отримала назву Ванкувером 86 (пізніше Ванкувер Вайткепс). Клуб почав грати у 1987 році в Канадській футбольній лізі (CSL) і почав виступати на цьому стадіоні. Стадіон був домашньою ареною клубу до сезону 2010 року включно, після чого «Вайткепс» приєднався до МЛС в 2011 році. Оскільки «Свонгард» не відповідав стандартам MLS щодо місткості, місто Бернабі спочатку запропонувало зберегти команду в місті шляхом реконструкції стадіону і розширення його потужності до 20 000 місць. Цей план, проте, провалився, і «Вайткепс» переїхав на ванкуверський стадіон BC Place.
Потужність стадіону була тимчасово збільшена до 10 000 на час проведення молодіжного чемпіонату світу з футболу U-20 2007 року. Також на стадіоні в різний час проходили домашні матчі для канадських чоловічих і жіночих футбольних команд у кваліфікації до олімпійських ігор і чемпіонатів світу. У деяких випадках кількість глядачів перевищувала 10 тисяч, частина з яких стояли. Також на стадіоні проходив дівочий чемпіонату світу з футболу до 19 років 2002 року.